# Ієрогліф (геологія)

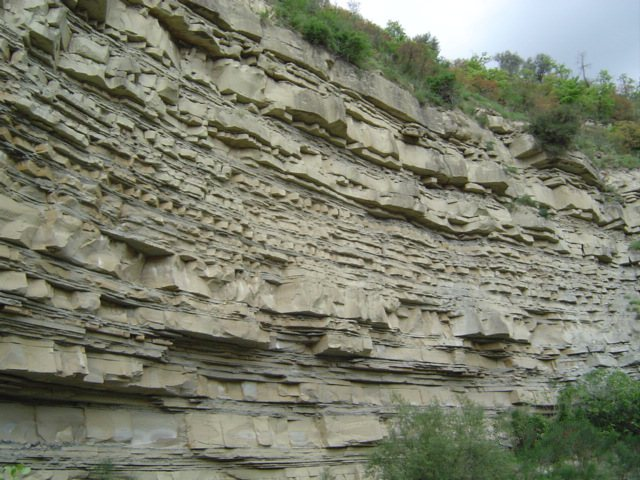
Типовий грубошаруватий розріз міоценової флішової формації Gorgoglione, південь Італії

Ієрогліф — у геології — нерівності на поверхні гірських порід флішевих геологічних формацій.